# Gomesa handroi
Gomesa handroi är en orkidéart som först beskrevs av Frederico Carlos Hoehne, och fick sitt nu gällande namn av Guido Frederico João Pabst. Gomesa handroi ingår i släktet Gomesa och familjen orkidéer. Inga underarter finns listade i Catalogue of Life.

## Bildgalleri

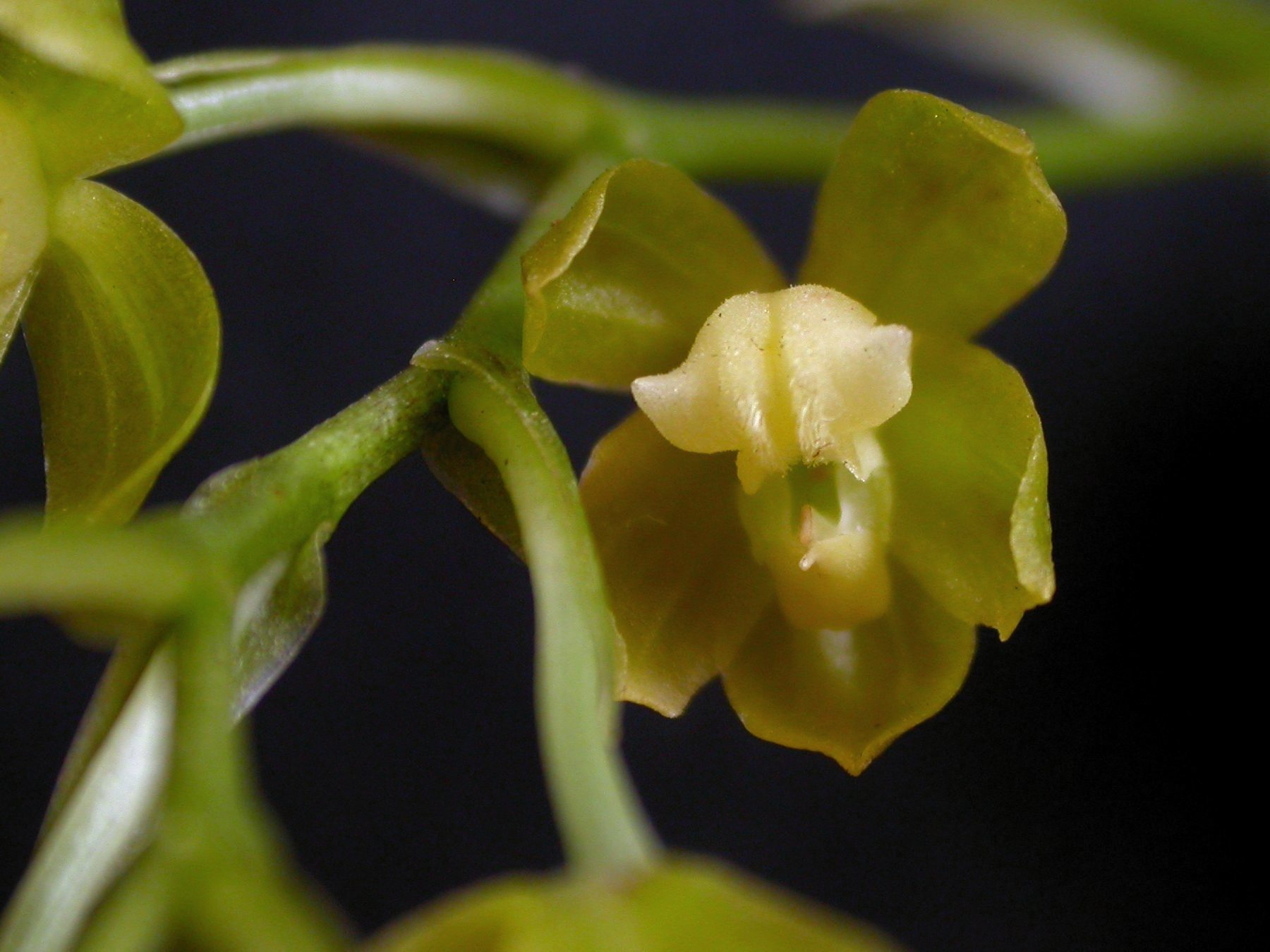